# Bělušice, Kolín
Bělušice là một làng thuộc huyện Kolín, vùng Středočeský, Cộng hòa Séc.